# Calderón (parroquia)
Calderón es una parroquia que está situada en el centro mismo de la Provincia de Pichincha, a corta distancia de la línea equinoccial. El lugar es conocido a nivel nacional por la fabricación de Artesanías de Mazapán.

## Etimología
Asentada en la parte norte de la Meseta de Guangüiltagua, Carapungo es el nombre histórico de este Sitio. Esta palabra proviene del idioma kichwa, y está formado por los términos "karas" o "caras", y "pungu" o "punku", a los cuales se les han atribuido dos significados diferentes.  
El primero y más conocido de éstos es el que toma los significados "piel o cuero" y "puerta" respectivamente, formando el nombre "Puerta de Cuero", debido a que en esa parroquia hubo la costumbre de los moradores mestizos e indígenas del siglo XIX y la primera mitad del siglo XX de construir puertas de cuero de chivo o res con marcos de chahuarquero, ya que la madera escaseaba en dicho lugar, en razón del clima árido prevaleciente en el sector. El otro, en cambio, considera al término "karas" como el nombre del grupo indígena Quitu-Cara que vivió en ese sector durante la época preincaica, dando como resultado el nombre "Puerta o Entrada de los Caras". 

## Historia
La actual parroquia de Calderón fue desde inicios de la república hasta 1897 parte de la parroquia de Zámbiza, limitando al oeste con Cotocollao y al este con Guayllabamba.
El 9 de agosto de 1897, durante la presidencia del General Eloy Alfaro, "Carapungo", hasta entonces parte de la parroquia de Zámbiza, fue elevado a la categoría de parroquia con el nombre de Calderón en honor al héroe ecuatoriano Abdón Calderón. Sin embargo, existe un sector dentro de esa parroquia que adoptó el antiguo nombre de Carapungo.
Calderón se mantuvo durante muchas décadas como una parroquia rural tranquila y pequeña, contaba com 6,931 habitantes en el censo de 1950, sin embargo la parroquia experimentó un acelerado crecimiento demográfico desde finales de los años 80 hasta el 2010, hoy esta parroquia está compuesta por muchos barrios y es actualmente la parroquia rural más poblada del distrito Metropolitano de Quito y de todo el Ecuador.

## Geografía
La parroquia de Calderón se encuentra ubicada al noreste del Distrito Metropolitano de San Francisco de Quito, tiene una alta densidad poblacional, ya que es un importante polo de desarrollo; donde puede crecer y expandirse la Ciudad Capital del Ecuador, tiene una altura de 2.696 metros s.n.m. con un clima templado en día; mientras las noches son frías.
Por otro lado su territorio está conformado de suelos arenosos y de cangagua, en la que abundan especies como la cabuya negra, el guarango, el molle, la chilca, entre otros, sobresale la producción de maíz, maní, chochos además de varias especies de pájaros.

## Cultura
Calderón celebra sus fiestas de fundación el 9 de agosto de 1897, en estas fiestas se realizan desfiles cívicos, comparsas, corridas de toros, palo encebado, bailes populares, danzantes, vaca loca, danza del curiquingue, bandas de guerra, bandas de pueblo, comidas típicas, hornados, caucaras, llapingachos, carnes coloradas, caldo de patas, treinta y uno, fuegos pirotécnicos, castillos, y venta de figuras de Mazapán.
La vestimenta tradicional de la localidad ha sido cambiada por ropas más modernas, aunque existen varios grupos que todavía la mantienen especialmente en las festividades, la vestimenta del hombre conformaba 4 prendas básicas, camisa, calzoncillo de lienzo blanco, poncho pequeño y angosto de lana y franjas rojas de diferentes tonalidades, representando la figura entrañable del “capariche”, uno de los personajes emblemáticos del Quito colonial. La indumentaria de la mujer: camisa de lienzo blanco, anaco, mamachumbi y un guaguachumbi, una pieza para la cabeza de color blanco de algodón con rayas azules y rojas.

### Arte
Segundo Vega, destacado maestro en el arte del dibujo, diseño, escultura, tallado y pintura en la Parroquia de Calderón, dio sus primeros pasos en el taller del maestro Jaramillo en el Quinche, con quien construyeron el altar mayor de esa parroquia, a temprana edad.
Luego ingresó a estudiar Bellas Artes en la ciudad de Quito, conoció a la señora María Herminia Pozo, moradora autóctona de Calderón, con quien contrajo matrimonio y se trasladó a vivir a ese poblado. Con su llegada a la parroquia,  inició la formación de obreros en carpintería, escultura, tallado y dibujo.
Los aprendices fueron adquiriendo experiencia hasta establecer sus propios talleres, situación que transformó la principal actividad económica del lugar que era la agricultura hacia la carpintería y tallado de la madera. Época de repunte económico de esta población a través de lo cual se promocionó Calderón a nivel provincial, nacional e internacional.
Algunas obras destacadas de este mastero incluyen:
- Las Andas de la Merced - Iglesia de La Merced Quito.
- Puertas del colegio Mejía - Colegio Mejía Quito
- Las puertas de la Facultad de Filosofía de la Universidad Central del Ecuador - UCE
- Parte del altar mayor de la iglesia del Quinche - Quinche, Ecuador.
- 2 lámparas de madera tipo araña instaladas en la Casa de la Cultura Ecuatoriana - CCE
- 2 consolas elaboradas para la casa presidencial - Casa Presidencial
- 3 cofres para las cenizas de Manuelita Sáenz, uno de ellos reposa en Caracas, otro en Colombia y el último en Ecuador.
- Otras obras las encontramos en su propia casa y ex-taller en Calderón
- Todo morador de esta localidad a partir del año 1960, tiene en su hogar algún mueble construido por él.

Falleció el 7 de agosto de 2014 en su casa en compañía de su esposa Herminia Pozo.

### Figurillas en Mazapán, Migajón o Porcelana Fría
Calderón o más conocida como la tierra del mazapán. 
Calderón hoy en día es la parroquia más grande y poblada del país y del distrito metropolitano de Quito, fue poblada con asentamientos de zámbizas, cotocollaos, pillajos, pomasquis” y más tarde por migrantes de las provincias del norte como Carchi e Imbabura.
Este lugar posee muchos atractivos que hace enriquecedor al turismo local.  Asimismo, que esta parroquia tiene un encanto histórico, cultural e internacional como lo es, el mazapán o figuras hechas con masa de harina o maicena. Históricamente las figuras del mazapán fueron tomadas de una costumbre tradicional de las guaguas y borregos de pan que realizaban cada año por difuntos. La masa en los primeros años se realizaba de harina de trigo, agua y colorantes vegetales para la elaboración de las [guaguas de pan] en el mes de noviembre, época de los difuntos, las cuales eran comestibles y se consumían junto a la tradicional colada morada, tradición que gracias a la visita Europea en el siglo XV y sus avances en porcelana china fueron transformando nuestra cultura como lo explica el autor de este párrafo: 
En este tiempo, la harina de maíz fue reemplazada por la maicena, ya que esta permite que las figuras sean más delicadas y de mejor calidad en textura y pintura. 
Por otro ámbito, "a principios del siglo XVIII, en la ciudad alemana de Meissen, un alquimista encontró en las excavaciones de una tumba, una especie de arcilla blanca con alto contenido de caolín. Comenzó a fabricar pequeñas piezas con esta arcilla y obtuvo resultados muy similares a lo que se conocía como porcelana china".
Es así como nace el arte en porcelana fría o también conocido como migajón, porcelanicrón o mazapán, los principales ingredientes para obtener esta masa de porcelana fría son baratos y se los puede conseguir en cualquier "art shop", bazar o ferretería, los ingredientes son:
- 2 Litros de cola plástica - de preferencia ADHEPLAST, con otras colas o engrudos presenta abrasiones o partiduras al secar.
- 2 Libras de Maicena - Fécula Buffalo 034010 - cuidar que esta esté limpia y no mezclada con otras maicenas o harinas.

El procedimiento para la elaboración de la masa es la siguiente:
1. Mezclar en una sartén u olla grande 2 litros de cola plástica y 2 libras de maicena buffalo 034010, todo esto en estado natural.
2. En una cocina con mucho cuidado cocinar la mezcla hasta obtener una masa moldeable similar a la plastilina.
3. Para conservar mejor la masa se puede guardar en fundas cerradas herméticas o simplemente en frascos de vidrio con sus respectivas tapas.
4. Tomar en cuenta que la masa al entrar en contacto con el oxígeno o encontrarse a la intemperie, empezara inmediatamente a tomar una forma sólida.

#### Principales exponentes en el arte en Porcelana fría o mazapán
Como se ha dicho anteriormente no se podría decir a ciencia cierta el nombre de la persona que inició con esta actividad artística, pero por el momento se puede citar algunos artistas que han hecho del mazapán su vida y a lo largo del tiempo han ido perfeccionando sus técnicas y habilidades.

##### Hermanos "Vega Pozo"
Hijos del Maestro Tallador "Segundo Vega" German, Jacqueline y Gladys decidieron seguir los caminos del arte heredado por su padre cada quien como mejor lo supo hacer.
Jacqueline Vega, por su parte se dedicó en sus primeros años a la escultura a mano de figurillas a escala, hoy en día ocupando la casa y lo que quedó del taller de tan gran maestro se dedica a la fabricación de recuerdos y esculturas animadas en mazapán, sus obras se distribuyen principalmente en el centro de Quito y algunas han llegado a otras provincias.
Gladys Vega, graduada como licenciada en educación de la Universidad Central del Ecuador, cuenta que en sus primeros años ella empezó a laborar en mazapán y que con esto ella se ayudaba para materiales, transporte y estudios, con el tiempo y una profesión ella nunca dejó de lado el mazapán y con esto perfeccionó sus técnicas y abrió el mercado empezando a fabricar esculturas de gran dimensión y acabados realistas, sus obras se destacan por su colorido y por representar a los primeros habitantes de Calderón. 
Germán Vega, gracias a conocimientos heredados de su padre y a estudios de arte y arquitectura, se ha llegado a destacar por realizar esculturas en mazapán que representan animales, al igual que su padre se especializa en el tallado de madera, pintura, llegando a pintar cuadros que han sido vendidos incluso fuera del país, su trabajo se caracteriza por ser personalizado para cada persona y los hace a pedido del público.

##### María Tránsito Gracia Salas
Más conocida como "Mary García" esposa de uno de los hijos del maestro Vega, es una exponente profesional en este ámbito, sus obras y esculturas son distribuidas a lo largo del país y fuera del mismo, algunas de ellas se han quedado en exposiciones, ferias e incluso se han ofrecido como recuerdo en actos importantes, es una de las pocas en Calderón que continúa con el labrado a mano, es decir amoldado, bordado, acocado y pintado a mano y sin ninguna máquina a cada una de las piezas que constituye una figurilla de estas y dando un acabado realista tridimensional a la misma.

### Costumbres típicas y peregrinaciones religiosas
El 2 de noviembre, día dedicado a la recordación de los difuntos, parte de la población indígena se traslada a los cementerios. Ahí, junto a la sepultura que guarda al ser querido que se fue, lloran su desaparición. Pero, esta evocación está acompañada de una singular costumbre que consiste en solicitar que otras personas que son hábiles en orar a Dios, eleven sus plegarias al cielo, por el bien del alma del fallecido. En pago, entregan comidas propias de la época: "pan y colada morada" y la clásica "uchucuta", comida hecha a base de variedad de granos (salsa de harina de maíz con maní y harina de frijol , mezclado con papas cocinadas y col). Los indígenas tienen el convencimiento de que el directamente beneficiado con las comidas es el difunto.
La segunda semana de noviembre también se realiza la peregrinación a la Virgen del Quinche que parte desde el pueblo de Calderón a con destino a El Quinche, la caminata se la realiza durante la noche, y se llega al amanecer del siguiente día a la iglesia del Quinche.